# Béligneux
Béligneux är en kommun i departementet Ain i regionen Auvergne-Rhône-Alpes i östra Frankrike. Kommunen ligger  i kantonen Montluel som ligger i arrondissementet Bourg-en-Bresse. Kommunens areal är 13,3 km². År 2022 hade Béligneux 3 484 invånare.

## Befolkningsutveckling
Antalet invånare i kommunen Béligneux
Referens: INSEE